# 王雍
王 雍（おう よう、? - 至元18年（1281年））は、13世紀高麗の宗室で、元の武将。

## 概要
祖先は顕宗の四男の平壌公王基。父は永寧公王綧。王雍は信安侯に封ぜられ、子は司空の王亹。
『高麗史』では以上の記述で王綧には六子があるが、『元史』では三子である。王雍は『元史』に記述される王綧の長男の阿剌帖木児（アラテムル）と同一人物であると考察されている。
王綧（1222年 - 1283年）はモンゴルへの人質となり、洪福源に世話を受け、以後、元朝宮廷に仕えている。阿剌帖木児は父が王綧、母が趙王孛要合の娘。趙王はオングト首長家で、代々カアンの公主（皇女）が降嫁する家柄であった。
阿剌帖木児は至元7年（1270年）、高麗に日本侵攻のための屯田経略司が置かれると、その副経略司となる。至元8年（1271年）には金通精率いる三別抄の乱を平定するため、元軍の一員として弟の光化侯王熙（闊闊帖木児）と参戦し、三別抄を耽羅へ追い払った。至元11年（1274年）に昭勇大将軍となり、忽敦に従って日本侵攻（元寇）の第一回目（文永の役）で功績を挙げたという。至元15年（1278年）に鎮国上将軍・安撫使・高麗軍民総管、更に輔国上将軍・東征左副都元帥（日本侵攻軍副司令官）となった。至元18年（1281年）、再度の日本侵攻（弘安の役）に参戦したが、嵐の中で乗船が沈没、水死した。
元軍としては洪茶丘の指揮下にあることが多かったが、憲宗モンケ8年（1258年）にその父の洪福源を讒言して処刑させたのは王綧とその妻子であった。そのため、王綧一族らは洪茶丘の恨みを買っていた。

## 伝記資料
- 『元史』巻166 列伝第53「王綧伝」
- 『元史』巻208 列伝第95 外夷1「高麗伝」
- 『新元史』巻176 列伝第73「王綧伝」
- 『高麗史』巻90 列伝第3 宗室1「平壌公基伝」